# زرادخانه کرملین
زرادخانه کرملین (به روسی: Арсенал Московского Кремля) یک اسلحه خانه قدیمی است که در محوطه کرملین مسکو در روسیه ساخته شده‌است. این زرادخانه یکی از معروفترین اسلحه خانه های جهان است . در ابتدا در سال ۱۷۳۶ ساخته شد و چندین بار بازسازی شده‌است. برخلاف زرادخانه کرملین، زرادخانه دیگری در داخل دیوارهای کرملین مسکو که اکنون به موزه تبدیل شده‌است، تا به امروز مورد استفاده نظامی قرار دارد. این ساختمان برای گردشگران ممنوع است و می‌توانند با ورود به محوطه کرملین مسکو، بخشی از نمای جنوبی کوتاه آن را مشاهده کنند.
زرادخانه کرملین در حال حاضر محل استقرار گارد کرملین است که سرویس امنیتی اصلی رئیس‌جمهور روسیه را تشکیل می‌دهد، و نمای شرقی طولانی‌تر، منطقه ای با امنیت بالا و محدود به روی عموم است.
زرادخانه کرملین یک ساختمان دو طبقه ذوزنقه ای دراز و بزرگ با حیاط بزرگ است. این ساختمان گوشه شمالی کرملین مسکو را اشغال می‌کند و اضلاع شمال غربی و شمال شرقی آن مستقیماً در مجاورت دیوار کرملین موازی با میدان سرخ، از برج ترینیتی تا برج سنت نیکلاس قرار دارند.
ارتفاع این ساختمان ۲۴ متر (۷۹ فوت) و در طولانی‌ترین ضلع آن ۳۰۰ متر (۹۸۰ فوت) است. دیوارهای آجری آن، مانند سایر ساختمان‌های رسمی کرملین، زرد رنگ شده‌اند. قابل توجه دو ردیف پنجره‌های قوس‌دار جفت و فاصله دار با قاب‌های عمیق و سفید آهکی است. دو ورودی پاسیو در نماهای جنوبی و شرقی دارای رواق‌های قوسی شکل با تزیینات باروک است.

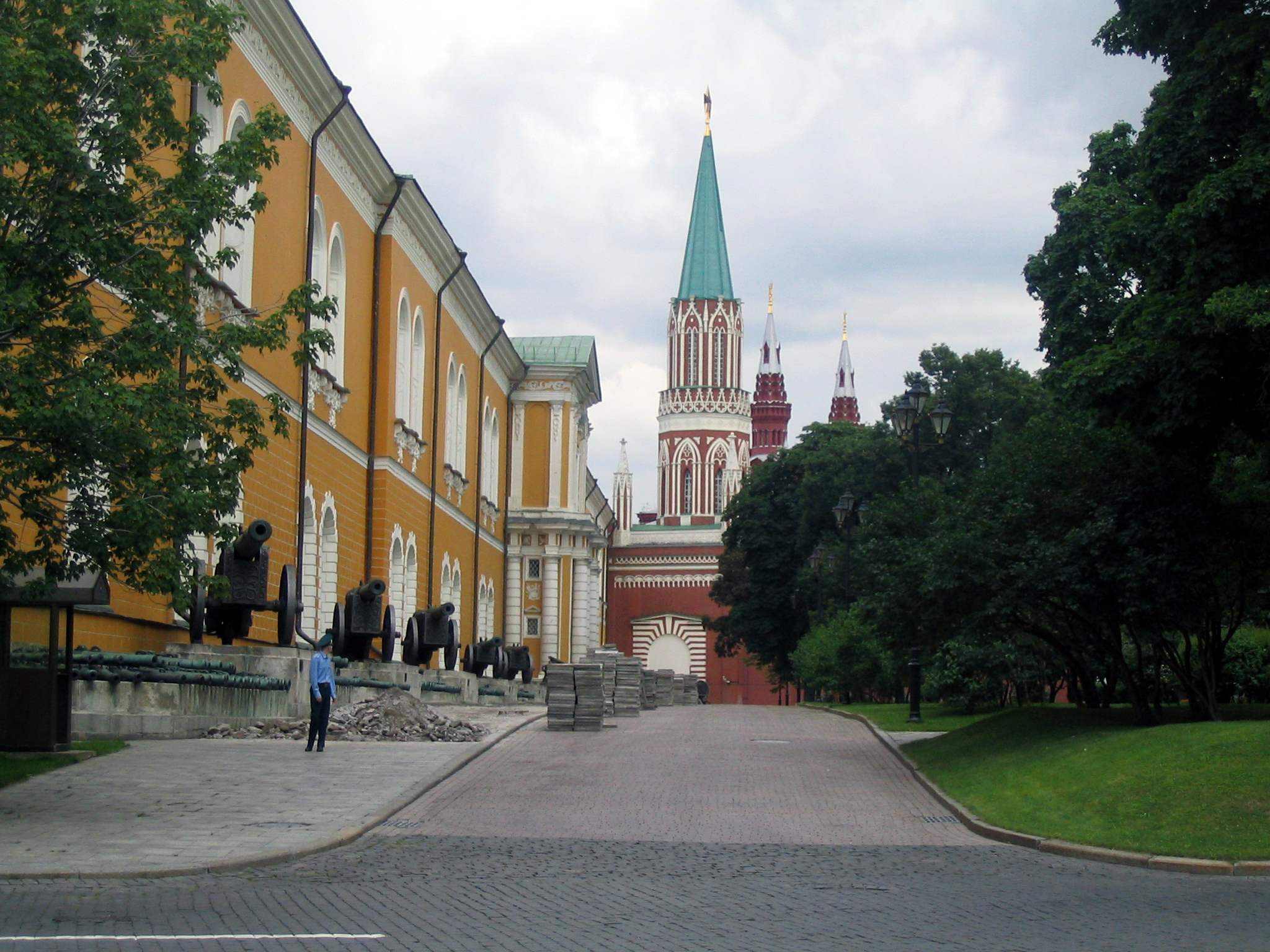
توپ‌ها و خمپاره‌های ارتش بزرگ در امتداد ساختمان زرد رنگ زرادخانه به نمایش گذاشته شده‌است.

در قرون وسطی، این نقطه توسط انبارهای غله اشغال شده بود. پس از سوختن آنها در سالهای پایانی قرن هفدهم، پطر کبیر تیمی از معماران روسی و آلمانی را برای ساخت زرادخانه کرملین، که به عنوان یکی از بزرگترین ساختمانهای مسکو در آن زمان طراحی شده بود، استخدام کرد. ساخت و ساز در سال ۱۷۰۲ آغاز شد، اما به دلیل کمبود بودجه در طول جنگ بزرگ شمال با سوئد متوقف شد و تنها در سال ۱۷۳۶، تحت نظارت فیلد-مارشال بورکهارد کریستوف فون مونیش تکمیل شد. ساختمان جدید در سال ۱۷۳۷ توسط آتش‌سوزی نابود شد و تنها از ۱۷۸۶–۱۷۹۶ بازسازی شد.
در طول حمله ناپلئون به روسیه، سربازان فرانسوی در حال عقب‌نشینی قسمت مرکزی ساختمان را منفجر کردند. بین سال‌های ۱۸۱۶ و ۱۸۲۸ با طرحی نئوکلاسیک بازسازی شد تا موزه‌ای اختصاص داده شده به پیروزی روسیه بر ناپلئون را در خود جای دهد.
بر این اساس، حدود ۸۷۵ توپ گرفته شده از ارتش بزرگ در حال عقب‌نشینی در امتداد دیوارهای جنوبی زرادخانه به نمایش گذاشته شد. از این تعداد ۳۶۵ توپ فرانسوی، ۱۸۹ توپ اتریشی، ۱۲۳ توپ پروسی، ۷۰ توپ ایتالیایی، ۴۰ توپ متعلق به پادشاهی ناپل، ۳۴ توپ باواریایی و ۲۲ توپ هلندی هستند. از سال ۱۹۶۰، توپ‌های روسی کالسکه ای متعلق به قرن ۱۶ و ۱۷ در امتداد دیوار جنوبی ساختمان به نمایش گذاشته شده‌است.
- وبسایت رسمی
- اسلحه خانه و دیگر دیدنی‌های مسکو

- کلاین، مینا. کرملین: ارگ تاریخ. شرکت انتشارات مک میلان (۱۹۷۳). شابک 0-02-750830-7[۱]
- تروپکین، الکساندر. کرملین مسکو: تاریخ بنای منحصر به فرد روسیه. انتشارات "Russkaya Zhizn" (1980). ASIN: B0010XM7BQ[۲]

1. ↑  Klein, Mina. The Kremlin: Citadel of History. MacMillan Publishing Company (1973). ISBN 0-02-750830-7
2. ↑  Tropkin, Alexander. The Moscow Kremlin: history of Russia's unique monument. Publishing House "Russkaya Zhizn" (1980). ASIN: B0010XM7BQ